# ユーロチウム菌綱
ユーロチウム菌綱(Eurotiomycetes)は、チャワンタケ亜門に含まれる子嚢菌門の綱の一つ。閉子嚢殻を形成する。その一部は以前は不整子嚢菌綱(Plectomycetes)に分類されていた。

## 命名法
この綱の科学的分類は複雑で、一つの種で完全世代と不完全世代の両方の名前をもつものがある。
- 例： 不完全世代= Penicillium; 完全世代= Talaromyces Eupenicillium